# Малва (ТВ филм)
„Малва” је југословенски и македонски ТВ филм из 1969. године. Режирао га је Димитре Османли а сценарио је написан по истоименој новели Максима Горког из 1897. године.

## Улоге
| Глумац             | Улога |
| ------------------ | ----- |
| Киро Ћортошев      |       |
| Илија Џувалековски |       |
| Љупчо Петрушевски  |       |
| Снежана Стамеска   |       |